# ژان پل راپنو
ژان پل راپنو (فرانسوی: Jean-Paul Rappeneau‎؛ زادهٔ ۸ آوریل ۱۹۳۲) کارگردان فیلم و فیلم‌نامه‌نویس اهل فرانسه است.

## زندگی‌نامه
در ۱۹۳۲ در شهر اگزر فرانسه به دنیا آمد و در آغاز به تحصیل حقوق پرداخت. کارش را در سینما از ۱۹۵۲ شروع کرده و در سال ۱۹۵۵ به مقام دستیار کارگردان ارتقا پیدا کرد. بعد از گذشت سه سال و تجربه اندوزی کافی خود دست به کارگردانی فیلم زده و اولین فیلم کوتاهش را در ۱۹۵۸ و نخستین بلندش را در ۱۹۶۵ ساخت. او در کنار کارگردانی به نگارش فیلم‌نامه نیز پرداخته و در نوشتن فیلم‌نامهٔ تعدادی از فیلم‌های معروف آن زمان همکاری کرده‌است.

## جوایز و افتخارات
- برنده جایزه سزار بهترین کارگردانی
- نامزد جایزه اسکار بهترین فیلم‌نامه غیراقتباسی بخاطر فیلم «مردی از ریو» (۱۹۶۴)
- نامزد جایزه اسکار بهترین فیلم غیر انگلیسی‌زبان به‌خاطر فیلم «سیرانو دو برژراک» (۱۹۹۰)

## فیلمشناسی
در مقام نویسنده
- امضاء آرسن لوپن (۱۹۵۹)
- زن فرانسوی و عشق (۱۹۵۹)
- زازی در مترو (۱۹۶۰)
- زندگی خصوصی (۱۹۶۱)
- نبرد در جزیره (۱۹۶۲)
- مردی از ریو (۱۹۶۲)
- ماجرای شگفت‌انگیز مارکو پولو (۱۹۶۴)

در مقام کارگردان
- زندگی در قصر (۱۹۶۵)
- ازدواج کرده‌های سال دو (۱۹۷۱)
- وحشی (۱۹۷۵)
- سیرانو دو برژراک (۱۹۸۹)
- سوارکار روی بام (۱۹۹۴)